# Willi Schröder (Politiker)

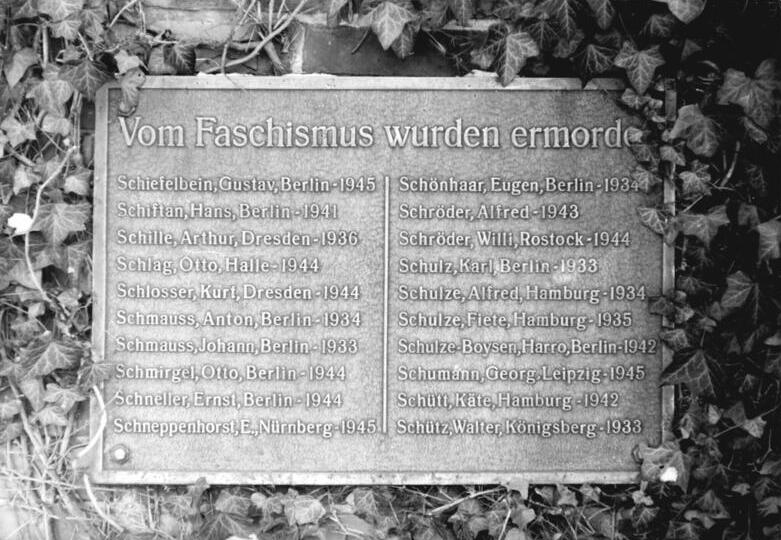
Gedenktafel für Willi Schröder und andere auf dem Friedhof der Sozialisten

Willi Heinrich Ludwig August Schröder (* 9. Februar 1897 in Schorrentin (heute Ortsteil von Neukalen); † 27. Oktober 1944 im KZ Sachsenhausen) war ein deutscher Politiker und von 1927 bis 1933 für die KPD Abgeordneter im Landtag des Freistaates Mecklenburg-Schwerin.

## Leben
Willi Schröder wurde am 9. Februar 1897 in Schorrentin geboren. Sein Vater war der Landarbeiter Ludwig Schröder, seine Mutter Sophie, geb. Jenss. Als Kind besuchte er zunächst die Dorfschule in Schorrentin. Nachdem sein Vater als Hafenarbeiter in Rostock Arbeit gefunden hatte, wechselte er dort an die Margaretenschule und später die Altstädtische Knabenschule.
Im Ersten Weltkrieg diente Willi Schröder als Soldat und verlor dabei sein linkes Auge. An der Novemberrevolution von 1918/19, die zum Sturz der Monarchie im Deutschen Reich und letztlich zu dessen Umwandlung in eine parlamentarische Demokratie führte, beteiligte sich Schröder als Mitglied der Unabhängigen Sozialdemokratischen Partei Deutschlands (USPD) aktiv.
Nach dem Krieg fand Schröder bei der Güterabfertigung auf dem Rostocker Bahnhof Beschäftigung. 1919 wurde er dort in den Betriebsrat gewählt, 1922 und 1923 auch in den Bezirksbetriebsrat der Reichsbahndirektion Schwerin. Ab 1920 war er Mitglied der KPD und wurde dort Mitglied der erweiterten Bezirksleitung Mecklenburg. Wegen „Zersetzung der Reichswehr“ wurde er 1924 zu dreieinhalb Jahren Zuchthaus verurteilt.
1927 zog er in den Landtag von Mecklenburg-Schwerin ein und wurde daraufhin vorzeitig aus der Haft entlassen. Zudem wurde er nach seiner Entlassung Gauführer des Roten Frontkämpferbundes, des Wehrverbands der KPD. In den Landtag wurde Schröder 1929 und 1932 jeweils wiedergewählt und gehörte in der Wahlperiode zwischen 1929 und 1932 dem Präsidium des Landtages an. Von 1927 bis 1933 war er darüber hinaus auch Mitglied im Rostocker Stadtparlament.
Am 31. Januar 1933 sprach er sich in Rostock auf der Protestkundgebung als einer von drei Rednern gegen Hitlers Ernennung zum Reichskanzler aus und organisierte den Widerstand gegen die Errichtung der faschistischen Diktatur in Mecklenburg. Im November 1933 wurde Schröder verhaftet und zwei Jahre später zu drei Jahren Zuchthaus verurteilt, die er zunächst in Bützow-Dreibergen verbrachte. 1937 wurde Willi Schröder in das KZ Sachsenhausen überführt, wo er am 27. Oktober 1944 starb.
In der DDR benannte die SED ihre Bezirksparteischule im Bezirk Schwerin nach Willi Schröder. In Rostock-Reutershagen, Wismar und Güstrow sind Straßen nach ihm benannt.